# Список міських голів Сіверськодонецька
|  | Службовий список статей, створений для координації робіт з розвитку теми. Це попередження не встановлюється на інформаційні списки і глосарії. |

Це перелік керівників місцевої ради міста Сіверськодонецьк.
- Жадан Захарій Євтехович — голова Лісхімбудівської селищної ради (лютий 1946 — травень 1946).
- Крівсун Олександр Єфремович — голова виконкому Лісхімбудівської селищної ради (червень 1946 — березень 1953).
- Волков Петро Дмитрійович — голова виконкому Сєвєродонецької селищної ради (квітень 1953 — березень 1955).
- Борисова Ліна Яківна — голова виконкому Сєвєродонецької селищної ради (березень 1955 — березень 1959).
- Юсупов Павло Григорович — голова виконкому Сєвєродонецької міської ради (березень 1959 — березень 1961).
- Тімофеєва Зінаїда Федорівна — голова виконкому Сєвєродонецької міської ради (березень 1961 — грудень 1962).
- Водолазький Ілларіон Устинович — голова виконкому Сєвєродонецької міської ради (січень 1963 — січень 1965).
- Криштопа Михайло Сергійович — голова виконкому Сєвєродонецької міської ради (січень 1965 — грудень 1973).
- Сільченко Анатолій Єфимович — голова виконкому Сєвєродонецької міської ради (грудень 1973 — січень 1978).
- Калініченко Юрій Іванович — голова виконкому Сєвєродонецької міської ради (січень 1978 — червень 1981).
- Зигарь Василь Михайлович — голова виконкому Сєвєродонецької міської ради (червень 1981 — серпень 1989).
- Дорохов Володимир Олексійович — голова виконкому Сєвєродонецької міської ради (серпень 1989 — січень 1991).
- Мікітон Борис Євгенійович — голова виконкому і Сєвєродонецької міської ради (18 січня 1991 — липень 1994).
- Грицишин Володимир Омелянович — голова виконкому Сєвєродонецької міської ради (з 21 липня 1994 — 5 листопада 2010).
- Казаков Валентин Васильович — голова виконкому Сєвєродонецької міської ради (з 5 листопада 2010).